# Małgorzata francuska (królowa Węgier)
Małgorzata francuska (listopad 1157 – sierpień/wrzesień 1197) – starsza córka króla Ludwika VII Młodego i jego drugiej żony - Konstancji Kastylijskiej. 
Królowa Anglii jako małżonka Henryka Młodego, potem królowa Węgier jako druga żona Beli III.

## Rodzina
Jej matka była córką Alfonsa VII Imperatora, króla Kastylii, i Berengarii z Barcelony, córki Ramona Berenguera III, hrabiego Barcelony.
Małgorzata była młodszą siostrą przyrodnią Marii, hrabiny Szampanii, i Alicji, hrabiny Blois. Jej młodszą rodzoną siostrą była Alicja, hrabina Vexin. Matka Małgorzaty zmarła podczas porodu Alicji, 4 października 1160. Z trzeciego małżeństwa, jej ojciec miał jeszcze przyszłego króla - Filipa II Augusta i przyszłą cesarzową bizantyjską - Agnieszkę.
| 4. Ludwik VI Gruby        |  |                           |  |  |               |
|                           |  | 2. Ludwik VII Młody       |  |  |               |
| 5. Adelajda z Maurienne   |  |                           |  |  |               |
|                           |  |                           |  |  | 1. Małgorzata |
| 6. Alfons VII Imperator   |  |                           |  |  |               |
|                           |  | 3. Konstancja Kastylijska |  |  |               |
| 7. Berengaria z Barcelony |  |                           |  |  |               |
|                           |  |                           |  |  |               |

## Pierwsze małżeństwo

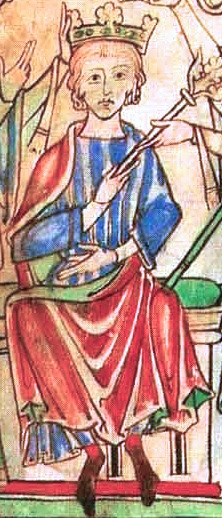
Henryk Młody Król, pierwszy mąż Małgorzaty

W roku 1158 Małgorzata została zaręczona z angielskim królewiczem Henrykiem. Narzeczony był drugim z pięciu synów króla Anglii - Henryka II Plantageneta i Eleonory Akwitańskiej (pierwszej żony ojca Małgorzaty). Ślub nieletnich narzeczonych odbył się w obecności papieskiego legata 2 listopada 1160, gdy Henryk miał 5 lat, a Małgorzata zaledwie 2 lata.
Od roku 1170 mąż Małgorzaty, zwany Henrykiem Młodym Królem, oficjalnie współrządził Anglią razem z ojcem. Uroczysta koronacja Małgorzaty przez biskupa Evreux odbyła się 27 sierpnia 1172 w katedrze w Winchester.
Para miała tylko jednego syna:
- Wilhelma (ur. 19 czerwca 1177, zm. 22 czerwca 1177).[3]

W 1182 Małgorzatę oskarżono o romans z Williamem Marshalem, 1. earla Pembroke, jednak bardzo prawdopodobne, że romans nie miał miejsca. Młody Król potrzebował jedynie pretekstu do wszczęcia procedury anulowania ich małżeństwa, ponieważ żona nie dała mu następcy. Małgorzatę odesłano do Francji, prawdopodobnie dla jej własnego bezpieczeństwa podczas konfliktu między Henrykiem II a jego synami (do konfliktu tego włączyli się również Francuzi). Małżeństwa ostatecznie nie anulowano, bo Młody Król zmarł latem 1183.

## Drugie małżeństwo

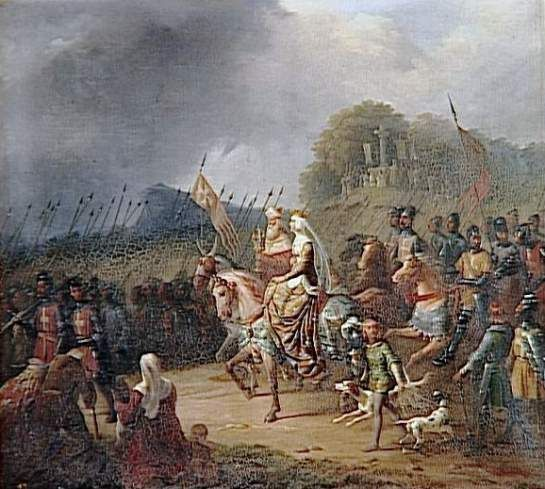
Królowa węgierska Małgorzata w trakcie pielgrzymki do Ziemi Świętej

W 1186 Małgorzata została drugą żoną króla Węgier - Bela III. Ślub zawarto po otrzymaniu znaczej pensji w zamian za zrzeczenie się jej posagu w postaci ziem Gisors i Vexin.
Z drugim mężem nie miała potomstwa. Trudny poród jej jedynego znanego dziecka w 1177, nasuwa przypuszczenia, że Małgorzata stała się bezpłodna i dlatego nie mogła mieć już więcej dzieci.
W 1196 Małgorzata owdowiała. Sama zmarła w 1197 w Akce, podczas pielgrzymki do Ziemi Świętej, zaledwie kilka dni po przybyciu na miejsce. Została pochowana w katedrze w Tyrze.